# Белл-Гарденс
Белл-Гарденс (англ. Bell Gardens) — місто (англ. city) в США, в окрузі Лос-Анджелес штату Каліфорнія. Населення — 39 501 особа (2020).
що Белл-Гарденс (поряд з Інглвудом, Гардиною, Коммерсом та Хавайан-Гарденсом) є одним з п'яти міст округу, у якому дозволені казино.

## Географія
Белл-Гарденс розташований за координатами 33°57′52″ пн. ш. 118°9′16″ зх. д. / 33.96444° пн. ш. 118.15444° зх. д. (33.964379, -118.154437).  За даними Бюро перепису населення США в 2010 році місто мало площу 6,38 км², з яких 6,37 км² — суходіл та 0,01 км² — водойми.
Місто межує з Беллом та Куди на заході, з Коммерсом на півночі та північному сході, з Дауні на південному сході і з Саут-Гейтомом на південному заході.

## Демографія
Згідно з переписом 2010 року, у місті мешкали 42 072 особи в 9655 домогосподарствах у складі 8572 родин. Густота населення становила 6595 осіб/км².  Було 9986 помешкань (1565/км²).
Расовий склад населення:
| - 49,5 % — білих - 1,1 % — корінних американців - 0,9 % — чорних або афроамериканців - 0,6 % — азіатів - 0,1 % — вихідців з тихоокеанських островів - 44,7 % — осіб інших рас |

До двох чи більше рас належало 3,1 %. Частка іспаномовних становила 95,7 % від усіх жителів.
За віковим діапазоном населення розподілялося таким чином: 34,0 % — особи молодші 18 років, 60,8 % — особи у віці 18—64 років, 5,2 % — особи у віці 65 років та старші. Медіана віку мешканця становила 27,3 року. На 100 осіб жіночої статі у місті припадало 99,7 чоловіків;  на 100 жінок у віці від 18 років та старших — 99,0 чоловіків також старших 18 років.
Середній дохід на одне домашнє господарство  становив 47 749 доларів США (медіана — 37 882), а середній дохід на одну сім'ю — 47 336 доларів (медіана — 37 152). Медіана доходів становила 25 837 доларів для чоловіків та 20 928 доларів для жінок. За межею бідності перебувало 28,1 % осіб, у тому числі 37,4 % дітей у віці до 18 років та 26,0 % осіб у віці 65 років та старших.
Цивільне працевлаштоване населення становило 17 278 осіб. Основні галузі зайнятості: виробництво — 18,9 %, роздрібна торгівля — 15,5 %, освіта, охорона здоров'я та соціальна допомога — 14,5 %.

## Освіта
У Белл-Гарденсі розташовані шість початкових, дві середні, одна вища школи, а також одна школа для дорослих.